# Louis-Henri Boussenard
Louis-Henri Boussenard (Escrennes, 4 ottobre 1847 – Orléans, 11 settembre 1910) è stato uno scrittore francese.
Autore di romanzi d'avventure, anche per ragazzi, lo scrittore è più noto in Russia e nei paesi slavi, dove è spesso tradotto (nel 1911 si sono stampati in russo 40 volumi delle sue opere complete, edizione che non esiste in Francia), laddove in Europa occidentale viene considerato solo un emulo di Henry Rider Haggard o Jules Verne (e in Italia di Emilio Salgari).

## Biografia
Sua madre, Héloïse Lance, era cameriera al castello di Escrennes (nel Loiret) e suo padre, Louis-Antoine Boussenard, vi lavorava come contabile, raccogliendo le tasse nel villaggio. Nonostante la morte del padre, avvenuta quando il ragazzo aveva solo 8 anni, dopo le scuole, lo scrittore poté studiare medicina a Parigi. Durante gli studi cominciò a scrivere racconti e romanzi a puntate che pubblicò su giornali come "Le Figaro", "Le Petit Parisien", "Le Corsaire", "La Justice", "L'Éclipse", "La Marseillaise" e altri, che avevano bisogno di apporti continui per star dietro alla crescita del numero dei lettori. Scrisse soprattutto per il "Journal des voyages", settimanale fondato nel 1877 che raccontava di spedizioni ed esplorazioni in forma di romanzo d'appendice, quando ormai aveva abbandonato l'attività medica per dedicarsi solo ai romanzi.
Richiamato nel 1870 nella Guerra franco-prussiana, partì con grandi speranze, per poi tornare deluso dalla sconfitta francese e montare dentro di sé un sentimento nazionalista piuttosto forte, con pregiudizi contro tedeschi, inglesi e americani (che spiegano forse perché non fu molto tradotto da questi).
Boussenard viaggiò molto nei paesi coloniali francesi e specialmente in Africa, e usò i propri viaggi per condire i propri romanzi di descrizioni e divagazioni antropologiche, che però erano spesso frutto di fantasia picaresca più che di osservazione scientifica. 
Tra i primi successi vanno ricordati À travers Australie: Les dix millions de l'Opossum rouge (1879) Le tour du monde d'un gamin de Paris (1880), Les Robinsons de la Guyane (1882, basato su un viaggio che riuscì a farsi finanziare dal governo nella Guyana francese), Aventures périlleuses de trois Français au pays des diamants (1884, ambientato in una misteriosa caverna sotto le cascate Vittoria), Les Chasseurs de caoutchouc (1887) e Les étrangleurs du Bengale (1901).
Il successo maggiore l'ottenne con Le Capitaine Casse-Cou (1901), ambientato nella seconda guerra boera e con L'île en feu (1898), dove immaginò una lotta cubana per l'indipendenza.
Altri romanzi, su imitazione di Jules Verne, erano di fantascienza, come Les Secrets de Monsieur Synthèse (1888) e Dix mille ans dans un bloc de glace (1890).
Dopo il periodo dei viaggi, si trasferì a Nanteau-sur-Essonne, quindi a Malesherbes e poi a Villetard, allontanandosi sempre più da Parigi.
Sua madre morì a 107 anni, 23 anni dopo il figlio. Entrambi sono sepolti a Escrennes.

## Opere

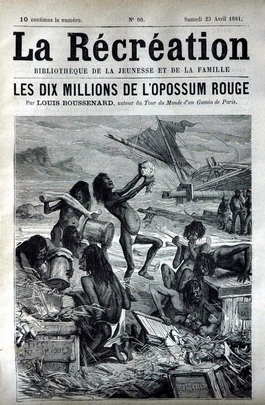
Les Dix Millions de l'Opossum Rouge, pubblicato su "La Récréation" nel 1881.

- À travers l'Australie. Les Dix millions de l'Opossum Rouge (1879)
- Le Tour du monde d'un gamin de Paris: Les Mangeurs d'hommes (1880)
- Le Tour du monde d'un gamin de Paris: Les Bandits de la mer (1880)
- Le Tour du monde d'un gamin de Paris: Le Vaisseau de proie (1880)
- Les Robinsons de la Guyane: Le Tigre blanc (1882)
- Les Robinsons de la Guyane: Le Secret de l'or (1882)
- Les Robinsons de la Guyane: Les Mystères de la forêt vierge (1882)
- Aventures d'un gamin de Paris à travers l'Océanie: Les Cannibales de la mer de corail (1883)
- Aventures d'un gamin de Paris à travers l'Océanie: Le Sultan de Bornéo (1883)
- Aventures d'un gamin de Paris à travers l'Océanie: Les Pirates des Champs d'or (1883)
- Aventures périlleuses de trois Français au Pays des Diamants (1884)
- Aventures périlleuses de trois Français au Pays des Diamants: Le Trésor des rois cafres (1884)
- Aventures périlleuses de trois Français au Pays des Diamants: Les Drames de l'Afrique australe (1884)
- Aventures d'un gamin de Paris au pays des bisons (1886)
- Aventures d'un gamin de Paris au pays des lions (1886)
- Aventures d'un gamin de Paris au pays des tigres (1886)
- La Chasse à tir mise à la portée de tous (1886)
- Les Chasseurs de caoutchouc (1887)
- Les Secrets de monsieur Synthèse (1888)
- Aux Antipodes (1890)
- Dix mille ans dans un bloc de glace (1890)
- Aventures extraordinaires d'un homme bleu (1891)
- Le Défilé d'enfer (1891)
- Chasseurs canadiens (1892)
- Les Français au Pôle nord (1892)
- Les Mystères de la Guyane (1892)
- De Paris au Brésil par terre, à la poursuite d'un héritage (1892)
- Deux Mille Lieues à travers l'Amérique du Sud (1892)
- Aventures d'un héritier à travers le monde (1892)
- Aventures, périls et découvertes des voyageurs à travers le monde. Afrique, Pôle nord et Océanie (1894)
- Le Secret de Germaine (1896)
- Sans le sou (1897)
- Voyages et aventures de mademoiselle Friquette. Les Exploits d'une ambulancière (1897)
- L’île en feu. Suite des Voyages et aventures de mademoiselle Friquette (1898)
- Les grands voyages modernes en Afrique (1900)
- Le Capitaine Casse-Cou (1901)
- Les Étrangleurs du Bengale (1901)
- L'Enfer de glace (1902)
- Juana, la fiancée mexicaine (1903)
- Le Zouave de Malakoff (1903)
- Les Aventures de Roule-ta-Bosse (1907)
- Monsieur. Rien! Aventures extraordinaires d'un homme invisible (1907)
- La Terreur en Macédoine (1912)

### Traduzioni italiane
In italiano è stato pubblicato spesso con il nome di Luigi Boussenard (per lo più nella collana "Biblioteca romantica illustrata", presso Sonzogno di Milano senza indicazioni sul nome dei traduttori o data di stampa e, a volte, a dispense). Altri editori italiani sono stati la Quattrini di Firenze, la Roma di Como, la SEI (Società Editoriale Milanese) e la Barion di Miano, quindi la Chiantore di Torino (pochi titoli nel 1950) e la Boschi di Milano (qualche titolo negli anni 1960).
- Avventure di un biricchino di Parigi attraverso l'Oceania (1884, 1911)
- Il giro del mondo di un birichino di Parigi (1885, 1931)
- I cacciatori di cautciù (1889)
- La gola d'inferno (1892)
- Le avventure di un erede (1896, 1906)
- L'eroe della Macedonia (1905, 1926)
- I cannibali del Mar di Corallo (1906, 1933)
- Il figlio del birichino di Parigi (1906, 1922)
- L'arcipelago dei mostri (1907)
- Capitan Rompicollo (1908, 1923)
- I misteri della jungla. Romanzo d'avventure indiane (1909)
- Il tigre bianco (1909, 1931)
- Tom il domatore (1910)
- I Robinson della Guiana (1912)
- Il segreto dell'oro (1920, 1931)
- Da Parigi al Brasile per terra (1922)
- Al rullo del tamburo (1923)
- Avventure di un erede attraverso il mondo, séguito di Da Parigi al Brasile per terra (1923)
- L'inferno di ghiaccio (1923)
- Il re del cielo (1923)
- Il tesoro dei re Cafri, séguito dei Ladri di diamanti (1923)
- Avventure di un birichino di Parigi nel paese dei leoni (1923)
- Le avventure di un birichino di Parigi nel paese delle tigri (1923)
- Avventure di un birichino di Parigi nel paese dei bisonti (1924)
- Duemila leghe attraverso l'America del Sud (1924)
- L'uomo turchino (1924)
- I drammi dell'Africa australe, séguito del Tesoro dei re Cafri (1924)
- Duemila leghe attraverso l'America del Sud (1924)
- Capitano Argento-Vivo (1925)
- Gli strangolatori del Bengala (1926)
- La fidanzata messicana (1927)
- Il Robinson gobbo (1927)
- Il segreto dell'isola artificiale (1928)
- Il fabbricatore d'uomini, seconda parte di Il segreto dell'isola artificiale (1928)
- L'isola in fuoco (1928)
- I drammi dell'Africa australe (1929)
- I pirati del campo d'oro (1932)
- I cercatori di diamanti (1932)
- I ladri di diamanti (s.d.)[3]
- Senza un soldo (s.d.)
- Lo zuavo di Malacoff (s.d.)